# Erki Pütsep
Erki Pütsep (født 25. maj 1976) er en estisk tidligere professionel cykelrytter.